# Первомайский (Кинель-Черкасский район)
Первомайский — посёлок в сельском поселении Черновка Кинель-Черкасского района Самарской области.

## История
С 1959 по 2004 годы Первомайский имел статус посёлка городского типа.

## Население
| 1959 | 1970  | 1979  | 1989 | 2002 | 2010 | 2013 |
| ---- | ----- | ----- | ---- | ---- | ---- | ---- |
| 2365 | ↘1908 | ↘1406 | ↘893 | ↘447 | ↘301 | →301 |
| 2014 |       |       |      |      |      |      |
| ↘289 |       |       |      |      |      |      |

## Транспорт
Посёлок расположен в 12 км к югу от железнодорожной станции Толкай (на линии Самара — Уфа).